# Малково
Малково (пол. Małkowo, нім. Mahlkau) — село в Польщі, у гміні Жуково Картузького повіту Поморського воєводства.
Населення — 636 осіб (2011).
У 1975-1998 роках село належало до Гданського воєводства.

## Демографія
Демографічна структура станом на 31 березня 2011 року:
|          | Загалом | Допрацездатний вік | Працездатний вік | Постпрацездатний вік |
| -------- | ------- | ------------------ | ---------------- | -------------------- |
| Чоловіки | 311     | 93                 | 202              | 16                   |
| Жінки    | 325     | 103                | 195              | 27                   |
| Разом    | 636     | 196                | 397              | 43                   |